# Llibre electrònic

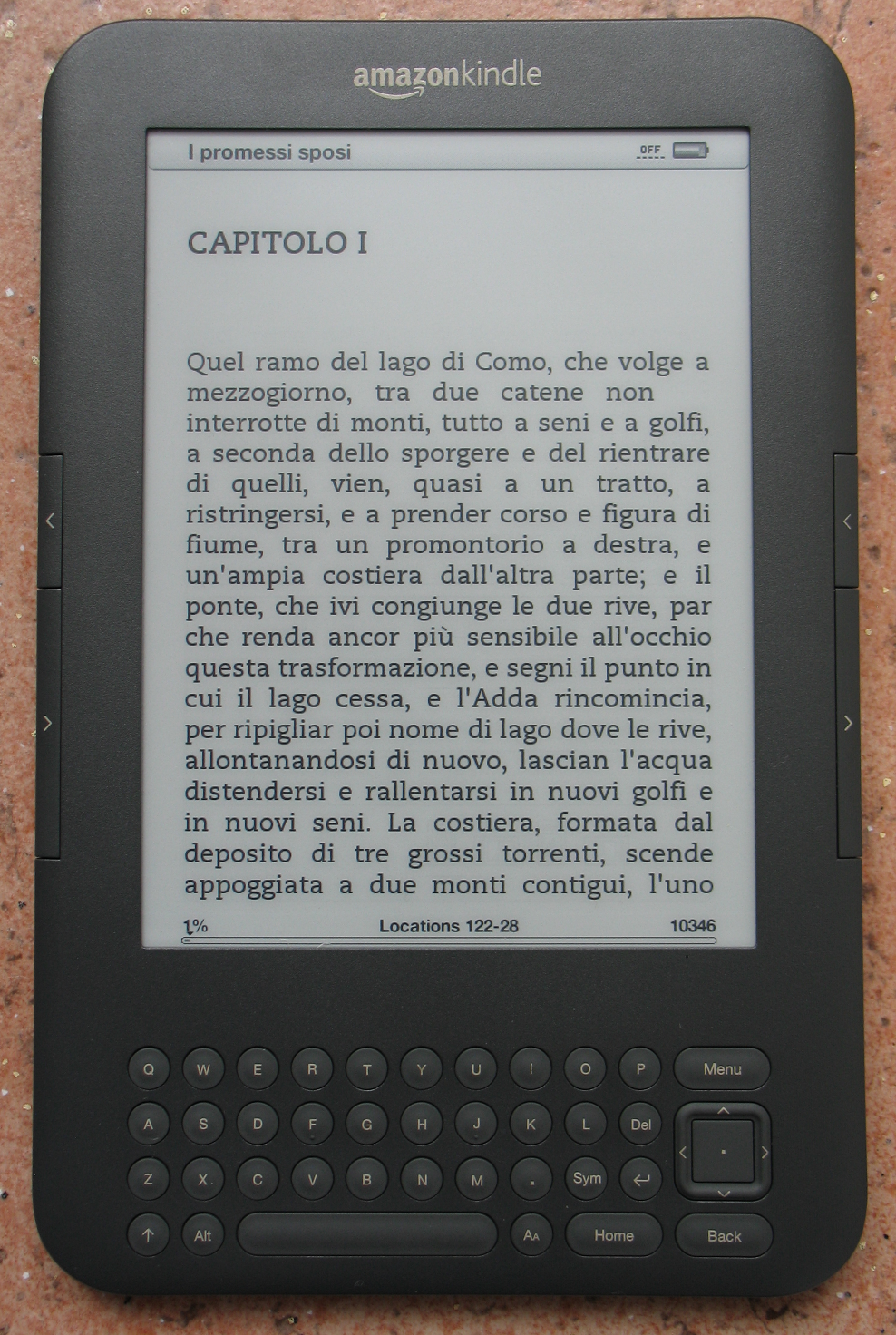
Un lector de llibres electrònics Amazon Kindle 3.

Un llibre electrònic o llibre digital (en anglès electronic book o, col·loquialment, eBook) és la versió electrònica o digital d'un llibre en format paper. Tot i això pot existir un llibre electrònic sense versió impresa i, per tant, és més precís entendre que és una publicació digital basada en imatges i text i que és produïda, publicada i llegible en ordinadors o altres aparells digitals.
Alguns autors defensen que cal fer una distinció entre el llibre electrònic i l'hipertext. L'hipertext està destinat a l'estructuració de la informació a través d'enllaços, mentre que un llibre digital (o electrònic) no és més que la digitalització d'un llibre originàriament editat en paper. Un exemple d'hipertext seria WikiSource, i un llibre electrònic qualsevol llibre en format digital que pugui trobar-se a Internet o CD-ROM.
Qualsevol ordinador amb el programari adequat pot servir per llegir llibres electrònics. Tot i això cada cop és més habitual llegir-ne en aparells especialitzats: els lectors de llibres electrònics, com ara l'Amazon Kindle, amb bona autonomia i legibilitat gràcies a l'ús de paper electrònic. Cal remarcar que aquests aparells no són pròpiament llibres electrònics sinó que en són els aparells lectors. Per altra banda també s'està promocionant la seva lectura en smartphones i tablets com l'iPad.

## Evolució del llibre electrònic
Es poden usar diversos dispositius com a llibre digital: un PC, una PDA, un ordinador portàtil, i en general qualsevol dispositiu que disposi de pantalla i memòria.
Al final de la primera dècada del segle xxi, però, van començar a aparèixer dispositius la funció exclusiva dels quals era servir de llibre digital. Aquests dispositius es caracteritzen per un disseny que permet emular la versatilitat del llibre de paper tradicional. Així es va buscar: mobilitat i autonomia (dispositius mòbils amb baix consum d'energia per a permetre lectures prolongades sense necessitat de recarregues); pantalles amb unes dimensions suficients per a mostrar documents tradicionals (un A4 o un A5); i alt nivell de contrast. fins i tot a plena llum del dia.
En aquest context apareix la tinta electrònica, que té un "efecte paper" (provocat per l'absència d'il·luminació pròpia i per l'alt contrast obtingut) i baix consum (ja que aquesta tecnologia només necessita alimentació per a fer els canvis de pantalla).

### Fites
- 1949: Ángela Ruiz Robles patenta l'"enciclopèdia mecànica", precursora de l'actual llibre electrònic.
- 1971: Michael Hart lidera el projecte Gutenberg que cerca digitalitzar llibres i oferir-los gratuïtament.[4]
- 1992–1993: F. Crugnola i I. Rigamonti dissenyen i fabriquen el primer llibre electrònic, anomenat Incipit, com a projecte de tesis al Politecnico di Milano.[5]
- 1993: Apareix Bibliobytes, un projecte de llibres digitals gratuïts a Internet.
- 1995: Amazon comença a vendre llibres (convencionals) per Internet.[6]
- 1996: El projecte Gutenberg arriba als mil llibres digitalitzats.
- 1998: Es posen a la venda els dos primers lectors de llibre digital: Rocket ebook i Softbook.
- 1998-1999: Primers llocs web que venen llibres digitals, com eReader.com i eReads.com.
- 2000: Stephen King llança la seva novel·la Riding Bullet en format digital. Només pot ser llegida en l'ordinador.
- 2000: El més d'agost d'aquest any Microsoft llança la que serà la seva aposta durant una dècada per al llibre electrònic: el seu format .LIT amb el lector Microsoft Reader.
- 2001: El mes de març Enciclopèdia Catalana publica els primers 6 llibres electrònics comercials en català a través de la seva botiga en línia Llibres.com en el nou format .LIT (Microsoft Reader).[7][8]
- 2001: El Grupo Planeta i Microsoft llancen per Sant Jordi la llibreria Veintinueve.com per a la venda del seu fons en castellà en el format .LIT (Microsoft Reader).[7]
- 2002: Les editorials Random House i HarperCollins comencen a vendre versions electròniques dels seus títols a Internet.
- 2004: Google anuncia que digitalitzarà els fons de diverses grans biblioteques.[9]
- 2005: Amazon compra Mobipocket amb la finalitat de posicionar-se en el mercat del llibre electrònic.
- 2006: Sony posa a la venda el seu lector Sony Reader amb tinta electrònica.
- 2007: Amazon posa a la venda el Kindle.
- 2008: Adobe i Sony compatibilitzen llurs tecnologies de llibre electrònic (Lector i DRM).
- 2008: Sony posa a la venda el seu PRS-505 al Regne Unit i a França.
- 2008: La comunitat ZonaEbook.com obre les portes com a primera comunitat especialitzada en llibres electrònics de l'Estat espanyol.
- 2009: surten els primers llibres digitals en català. Es posen a la venda a l'Estat espanyol uns quants dispositius amb tinta electrònica.

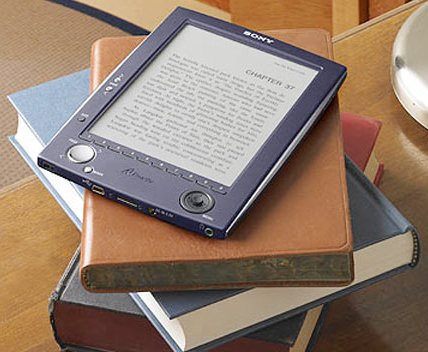
Un lector electrònic de la marca Sony (Sony Reader).

## Formats d'arxius de llibre electrònic
Entre els formats més utilitzats pels llibres electrònics, i citats segons l'extensió d'arxiu, hi ha: l'.EPUB, el .PRC (Mobipocket), el .PDF, l'.HTML, el .TXT i el .DOC. Aquests formats, en no ser trivials, es visualitzen mitjançant programes específics que en permeten la lectura en pantalla en el dispositiu escollit.
El format més utilitzat encara el 2010 és el .PDF (llegible utilitzant principalment el programa propietari Adobe Reader). Entre els seus avantatges es pot citar la seva portabilitat i la seva estandardització ISO. Entre els seus inconvenients hi ha el fet que no és repaginable o líquid, a diferència d'altres com ara el PRC de Mobipocket o l'estàndard EPUB, que sí que ho són. El 2011, en canvi, Microsoft va deixar de donar suport al que havia estat la seva aposta una dècada enrere per al llibre electrònic, el format .LIT per al lector Microsoft Reader.
Els escriptors i editors tenen diversos formats disponibles per editar llibres electrònics. Cada format compta amb avantatges i desavantatges. En la següent taula es mostren els lectors més populars i els formats de llibre electrònic que poden mostrarː
| Lector                                                            | Format de llibre electrònic suportats                                                                  |
| ----------------------------------------------------------------- | --- |
| Amazon Kindle, Kindle Fire (color), Kindle Touch, Kindle Touch 3G | AZW, PDF, TXT, no-DRM MOBI, PRC                                                                        |
| Nook Simple Touch, Nook Tablet                                    | EPUB, PDF                                                                                              |
| Apple iPad                                                        | EPUB, IBA (llibres multitàcils editats amb iBooks Author), PDF                                         |
| Sony Reader PRS-350, PRS-650, PRS-950                             | EPUB, PDF, TXT, RTF, DOC, BBeB                                                                         |
| Kobo eReader, Kobo Touch, Kobo Arc                                | EPUB, PDF, TXT, RTF, HTML, CBR (còmic), CBZ (còmic)                                                    |
| PocketBook Reader, PocketBook Touch                               | EPUB DRM, EPUB, PDF DRM, PDF, FB2, FB2.ZIP, TXT, DJVU, HTM, HTML, DOC, DOCX, RTF, CHM, TCR, PRC (MOBI) |

## Formats més utilitzats
De tots els formats d'arxiu, els més utilitzats i, en conseqüència, els més difosos són:
PDF
El format de document portàtil (PDF, Portable Document Format), d'Adobe, s'usa per a qualsevol document digital i també en els llibres electrònics.
ePUB
Basat en l'estàndard lliure promogut per l'International Digital Publishing Forum (IDPF) i actualitzat a partir de l'antic format Open llibre digital (.opf), ha estat adoptat per empreses com Google i Apple, tot i que és incompatible amb Kindle.
MOBI
Va ser creat inicialment per al lector Mobipocket Reader (.mobi) i va ser adquirit per Amazon com a base per desenvolupar el format AZW dels lectors electrònics Kindle.
txt
El format més senzill de text pla que no admet estils de text ni imatges.
HTML
El conegut llenguatge de marcat per a la construcció de pàgines web serveix també per a la visualització de llibres digitals.

## La seguretat en el llibre electrònic
Per tal de diluir les pors del món editorial davant possibles pèrdues de drets sobre el contingut de les seves obres, Adobe ha creat un complex sistema de seguretat anomenat DRM (Digital right management). La seguretat d'aquest sistema permet a editors com Pearson, Dykinson o Editorial MAD l'edició de títols tècnics. No obstant, altres editorials com O'Reilly ofereixen els seus llibres sense DRM, respetant els desitjos i drets dels seus lectors.
Els sistemes DRM inclouen restriccions a la lliobertat de llegir els llibres en dispositius dels que es especificats o inclús limitacions per data o arribar a l'eliminació de llibres ja comprats, com en el cas d'Amazon amb la novel·la 1984 de George Orwell, la qual va donar lloc a demandes.

## Similars
- En el cas que el document digitalitzat sigui un còmic o similar, s'anomena historieta electrònica o còmic electrònic.
- Si els llibres estan en format d'àudio, reben el nom d'audiollibres.